# Сан-Мігель (Аризона)
Сан-Сімон (англ. San Simon) — переписна місцевість (CDP) в США, в окрузі Кочіс штату Аризона. Населення — 205 осіб (2020).

## Географія
Сан-Сімон розташований за координатами 32°16′5″ пн. ш. 109°13′52″ зх. д. / 32.26806° пн. ш. 109.23111° зх. д. (32.267977, -109.230993). За даними Бюро перепису населення США в 2010 році переписна місцевість мала площу 1,81 км², уся площа — суходіл.

### Клімат
| Клімат : Сан-Сімон    | Клімат : Сан-Сімон | Клімат : Сан-Сімон | Клімат : Сан-Сімон | Клімат : Сан-Сімон | Клімат : Сан-Сімон | Клімат : Сан-Сімон | Клімат : Сан-Сімон | Клімат : Сан-Сімон | Клімат : Сан-Сімон | Клімат : Сан-Сімон | Клімат : Сан-Сімон | Клімат : Сан-Сімон | Клімат : Сан-Сімон |
| Показник              | Січ.               | Лют.               | Бер.               | Квіт.              | Трав.              | Черв.              | Лип.               | Серп.              | Вер.               | Жовт.              | Лист.              | Груд.              | Рік                |
| Середній максимум, °C | 15,6               | 18,3               | 21,7               | 26,7               | 31,1               | 36,7               | 36,7               | 35,0               | 32,8               | 27,8               | 20,6               | 15,6               | 26,7               |
| Середній мінімум, °C  | −2,8               | −1,1               | 1,7                | 5,0                | 8,9                | 13,9               | 18,3               | 17,8               | 13,9               | 6,7                | 0,6                | −2,2               | 6,7                |
| Норма опадів, мм      | 18                 | 20                 | 15                 | 8                  | 5                  | 8                  | 43                 | 51                 | 23                 | 15                 | 15                 | 25                 | 244                |
| --------------------- | ------------------ | ------------------ | ------------------ | ------------------ | ------------------ | ------------------ | ------------------ | ------------------ | ------------------ | ------------------ | ------------------ | ------------------ | ------------------ |
| Джерело: Weatherbase  |                    |                    |                    |                    |                    |                    |                    |                    |                    |                    |                    |                    |                    |

## Демографія
Згідно з переписом 2010 року, у переписній місцевості мешкало 165 осіб у 80 домогосподарствах у складі 41 родини. Густота населення становила 91 особа/км². Було 127 помешкань (70/км²).
Расовий склад населення:
| - 84,2 % — білих - 1,8 % — корінних американців - 1,2 % — азіатів - 0,6 % — вихідців з тихоокеанських островів - 7,9 % — осіб інших рас |

До двох чи більше рас належало 4,2 %. Частка іспаномовних становила 30,3 % від усіх жителів.
За віковим діапазоном населення розподілялося таким чином: 17,6 % — особи молодші 18 років, 54,5 % — особи у віці 18—64 років, 27,9 % — особи у віці 65 років та старші. Медіана віку мешканця становила 52,2 року. На 100 осіб жіночої статі у переписній місцевості припадало 106,2 чоловіків; на 100 жінок у віці від 18 років та старших — 103,0 чоловіків також старших 18 років.
Середній дохід на одне домашнє господарство становив 39 389 доларів США (медіана — 34 531), а середній дохід на одну сім'ю — 63 667 доларів (медіана — 61 042). За межею бідності перебувало 14,5 % осіб, у тому числі 0,0 % дітей у віці до 18 років та 0,0 % осіб у віці 65 років та старших.
Цивільне працевлаштоване населення становило 58 осіб. Основні галузі зайнятості: оптова торгівля — 29,3 %, сільське господарство, лісництво, риболовля — 20,7 %, транспорт — 17,2 %, роздрібна торгівля — 15,5 %.